# High-Assay Low-Enriched Uranium
englisch High-Assay Low-Enriched Uranium (HALEU) ‚Hochgradig schwach angereichertes Uran (HALEU)‘ ist ein neuartiger Kernbrennstoff, der beispielsweise für englisch Small Modular Reactor (SMR) ‚kleine modulare Kernreaktoren‘ eingesetzt werden soll. Genauer gesagt soll HALEU für Brennelemente verwendet werden. Seit einigen Jahren wird HALEU in den USA erforscht und erprobt.

## Beschreibung
Im Gegensatz zu englisch low-enriched uranium (LEU) ‚schwachangereichertem Uran‘, ist HALEU zwischen 5 und 20 Gew.-% in dem spaltbaren Isotop Uran-235 angereichert. Genaugenommen wird die Prozentzahl 19,75 % für HALEU angegeben. Ab 20 % spricht man auch von englisch high enriched uranium (HEU) ‚hochangereichertem Uran‘.
Die U.S. Nuclear Regulatory Commission (NRC) unterscheidet:
- 5 bis 10 % HALEU, gedacht für operative Leichtwasserreaktoren
- 5 bis 20 % HALEU, gedacht für moderne Nichtleichtwasserreaktoren

Die Mehrzahl der kommerziellen Leistungsreaktoren verwendet mit einem Uran-235-Anteil von maximal 5 % angereichertes Uran (LEU) als Brennstoff. Im Vergleich dazu verwendeten manche Forschungs- oder Testreaktoren früher hochangereichertes Uran (HEU). Nuklearantriebe für U-Boote (Atom-U-Boote) verwenden auch HEU. Der Anreicherungsgrad von Uran beeinflusst die Reaktivität des Reaktors. Dadurch müssen die Brennelemente seltener gewechselt werden und es können auch kleinere Reaktoren gebaut werden.
Konkret möchte man im Falle von HALEU das hochangereicherte Uran aus den US-Beständen und Kernanlagen durch neuartige, angepasste nuklearchemische Prozesse aufarbeiten. Die beiden dafür vorgesehenen Prozesse sind der elektrochemische Prozess und der sogenannte Hybrid Zirconium Extraction Process (ZIRCEX). Dabei wird das bestrahlte Material, d. h. Brennelemente, die im Kernreaktor Neutronenfluss ausgesetzt waren, von seinen Spaltprodukten und anderen Bestandteilen getrennt und das hochangereicherte Uran auf einen Uran-235-Anteil von maximal 20 % abgemischt. Das Herabmischen erfolgt mit Uran geringerer Uran-235-Konzentration. Ebenfalls soll HALEU durch Urananreicherung in neuen Gaszentrifugen angereichert werden, beispielsweise von 5 % auf 20 %. Es wird auch an dem Kernbrennstoff UO2-HALEU geforscht.
HALEU soll Teil des sich noch im Aufbau befindlichen US-amerikanischen nuklearen Brennstoffzyklus werden. Experten schätzen den Bedarf bis 2050 auf etwa 5.000 metrische Tonnen (MT) @ 19,75 % HALEU.

## Sicherheit
Ab einem Uran-235-Gehalt von 20 % besteht ein Verbreitungsrisiko. Einige Fachleute sehen in HALEU ein Sicherheitsrisiko, andere widerlegen diese Einschätzung.